# Falsben
Et falseben er et fladt værktøj lavet ef ben, elfenben (gamle eksemplarer) eller f.eks. plast med en spids ende og en rund ende. Det bruges til at lave falser i papir, pap og skind. Et falseben anvendt korrekt sætter ikke mærker i skind eller papir, der bruges til at beklæde et bogbind eller en æske, når man bøjer det rundt og presser det på plads. Et falseben finder også anvendelse ved fremstilling af f.eks. tasker og tegnebøger.